# پرینستن (بریتیش کلمبیا)
پرینستن (به انگلیسی: Princeton) یک منطقهٔ مسکونی در کانادا است که در Regional District of Okanagan-Similkameen واقع شده‌است. پرینستن ۵۹٫۶ کیلومتر مربع مساحت و ۲٬۸۲۸ نفر جمعیت دارد و ۷۰۰٫۴ متر بالاتر از سطح دریا واقع شده‌است.